# Antonio Segni
Antonio Segni (Sassari, 2. veljače 1891. – Rim, 1. prosinca 1972.), talijanski političar iz redova Demokršćanske stranke (Democrazia Cristiana), premijer i predsjednik Republike Italije.